# Computer grafica 3D

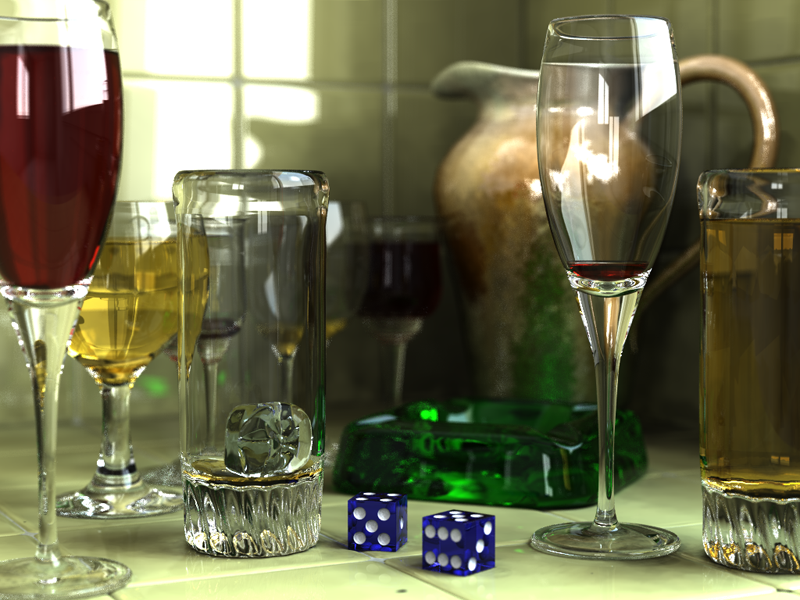
Immagine generata con la computer grafica 3D

La computer grafica 3D è un ramo della computer grafica che si basa sull'elaborazione di un insieme di modelli tridimensionali tramite algoritmi atti a produrre una verosimiglianza fotografica e ottica nell'immagine finale. Essa viene utilizzata nella creazione e postproduzione di opere o parti di opere per il cinema o la televisione, nei videogiochi, nell'architettura, nell'ingegneria (CAD), nell'arte e in svariati ambiti scientifici, dove la produzione di contenuti con altri mezzi non è possibile o non conveniente.

## Aspetti teorici
Schematicamente, il metodo di produzione della computer grafica 3D è composto da due elementi: una descrizione di ciò che si intende visualizzare (scena), composta di rappresentazioni matematiche di oggetti tridimensionali, detti "modelli", e un meccanismo di produzione di un'immagine 2D dalla scena, detto "motore di rendering" che si fa carico di tutti i calcoli necessari per la sua creazione, attraverso l'uso di algoritmi che simulano il comportamento della luce e le proprietà ottiche e fisiche degli oggetti e dei materiali.

### Modelli 3D

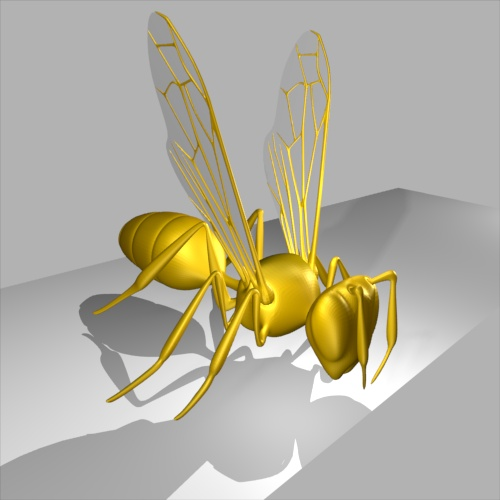
Modello 3D di una vespa

Oggetti tridimensionali semplici possono essere rappresentati con equazioni operanti su un sistema di riferimento cartesiano tridimensionale: per esempio, l'equazione {\displaystyle x^{2}+y^{2}+z^{2}=r^{2}} è perfetta per una sfera di raggio r. Anche se equazioni così semplici possono sembrare limitative, l'insieme degli oggetti realizzabili viene ampliato con una tecnica chiamata geometria solida costruttiva (CSG, constructive solid geometry), la quale combina oggetti solidi (come cubi, sfere, cilindri, ecc.) per formare oggetti più complessi attraverso le operazioni booleane (unione, sottrazione e intersezione): un tubo può ad esempio essere rappresentato come la differenza tra due cilindri aventi diametro differente.
Queste equazioni non sono tuttavia sufficienti a descrivere con accuratezza le forme complesse che costituiscono la gran parte del mondo reale, per cui non è di utilizzo comune. Per modellare superfici curve in modo arbitrario si possono usare le patch, ovvero l'estensione delle spline, che approssimano curve continue, alle tre dimensioni. Le patch più comunemente usate sono in pratica basate su spline NURBS.
L'impiego di equazioni matematiche pure come queste richiede l'utilizzo di una gran quantità di potenza di calcolo, e non sono quindi pratiche per le applicazioni in tempo reale come videogiochi e simulazioni. Una tecnica più efficiente, e tuttora la più diffusa e flessibile è il poly-modelling o modellazione poligonale. Questa permette un maggiore livello di dettaglio a spese però della maggiore quantità di informazioni necessaria a memorizzare l'oggetto risultante, chiamato modello poligonale.
Un modello poligonale e "sfaccettato" come una scultura grezza può essere comunque raffinato con algoritmi per rappresentare superfici curve: questa tecnica è chiamata "superfici di suddivisione". Il modello viene raffinato con un processo di interpolazione iterativa rendendolo sempre più denso di poligoni, che approssimeranno meglio curve ideali, derivate matematicamente dai vari vertici del modello.

### Creazione della scena
Una scena si può comporre a partire da "primitive", ossia modelli tridimensionali rappresentanti primitive geometriche, scomponibili in singole facce o combinabili per formare oggetti più complessi. Il modo più semplice per organizzarla è quello di creare un array di primitive, ma questo metodo non permette una descrizione più dettagliata della scena, semplicemente "spiega" al renderer come disegnare la stessa. Una tecnica più avanzata organizza gli oggetti in una struttura dati ad albero (scene graph), che permette di raggruppare logicamente gli oggetti (ad esempio, si può quindi replicare più volte un oggetto, avendolo modellato attraverso più patch NURBS raggruppate, all'interno della stessa scena).
Le primitive sono generalmente descritte all'interno del proprio sistema di riferimento locale, e vengono posizionate sulla scena attraverso opportune trasformazioni. Le trasformazioni affini più impiegate, come omotetia, rotazione e traslazione, possono essere descritte in uno spazio proiettivo con una matrice 4x4: esse si applicano moltiplicando la matrice per il vettore a quattro componenti che rappresenta ogni punto di controllo delle curva. La quarta dimensione è denominata coordinata omogenea.
Ad ogni nodo dello scene graph è associata una trasformazione, che si applica anche ad ogni nodo sottoposto, ricreando l'interazione fisica tra oggetti raggruppati (come quella tra un uomo e il suo vestito). Anche in sistemi di modellazione e rendering che non fanno uso di scene graph è comunque generalmente presente il concetto di trasformazione applicata "in verticale".

### Rendering
Il rendering è il processo di produzione dell'immagine finale a partire dal modello matematico del soggetto (scena). Esistono molti algoritmi di rendering, ma tutti implicano la proiezione dei modelli 3D su una superficie 2D.
Gli algoritmi di rendering si dividono in due categorie: scanline renderer e ray tracer. I primi operano oggetto per oggetto, disegnando direttamente su schermo ogni poligono costituente il modello 3d; essi richiedono quindi che tutti gli oggetti (anche quelli modellati con curve continue) siano costruiti come suddivisi in poligoni. I secondi operano pixel per pixel, tracciando un raggio visuale immaginario dal punto di vista all'interno della scena, e determinando il colore del pixel dalle intersezioni con gli oggetti.
Una delle funzioni principali di un renderer è la determinazione della superficie nascosta. Il ray tracing svolge implicitamente questa funzione, determinando il colore di un pixel in base all'intersezione del raggio visuale col primo oggetto, ma per l'altro tipo di algoritmi servono tecniche più avanzate per determinare quale poligono sia il più vicino al punto di vista. Il metodo più semplice è quello di disegnare i poligoni a partire da quelli più lontani, in modo che quelli più vicini li sovrascrivano; ma questa tecnica, detta painter's algorithm, "algoritmo del pittore", si rivela inefficace con poligoni sovrapposti. Per risolvere questo problema fu sviluppato lo z-buffering, che impiega un buffer per conservare la coordinata z relativa ad ogni pixel elaborato: se la profondità del poligono che sta per essere elaborato per il pixel è minore di quello in memoria, il pixel viene riscritto; altrimenti l'algoritmo passa al pixel successivo.
Un'immagine perfettamente nitida, con profondità di campo infinita non è affatto fotorealistica. L'occhio umano è abituato alle imperfezioni come il lens flare (il riflesso sulla lente), la limitatezza della profondità di campo e l'effetto mosso presenti nelle fotografie e nei film.

### Illuminazione eshading

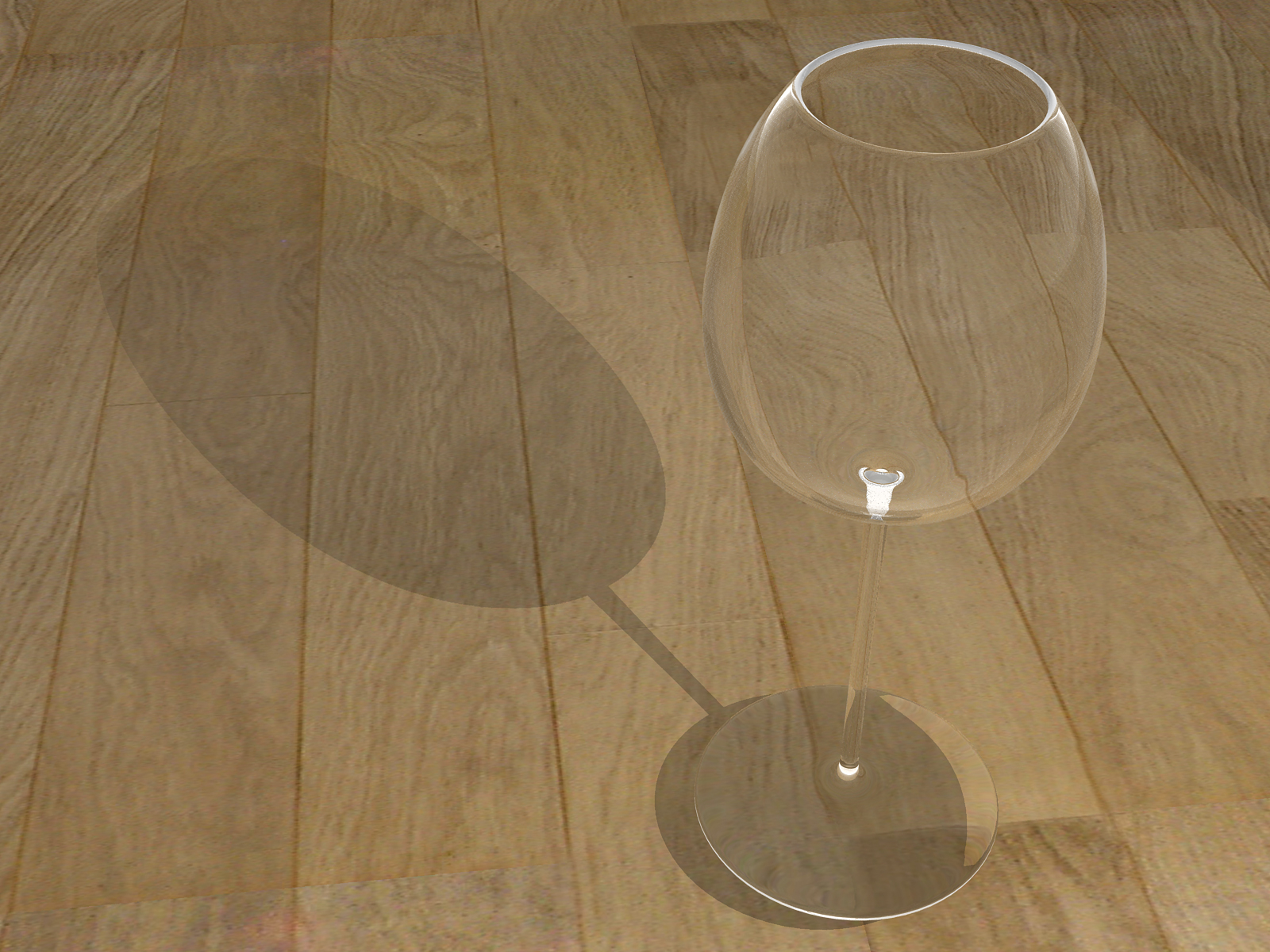
Immagine originale

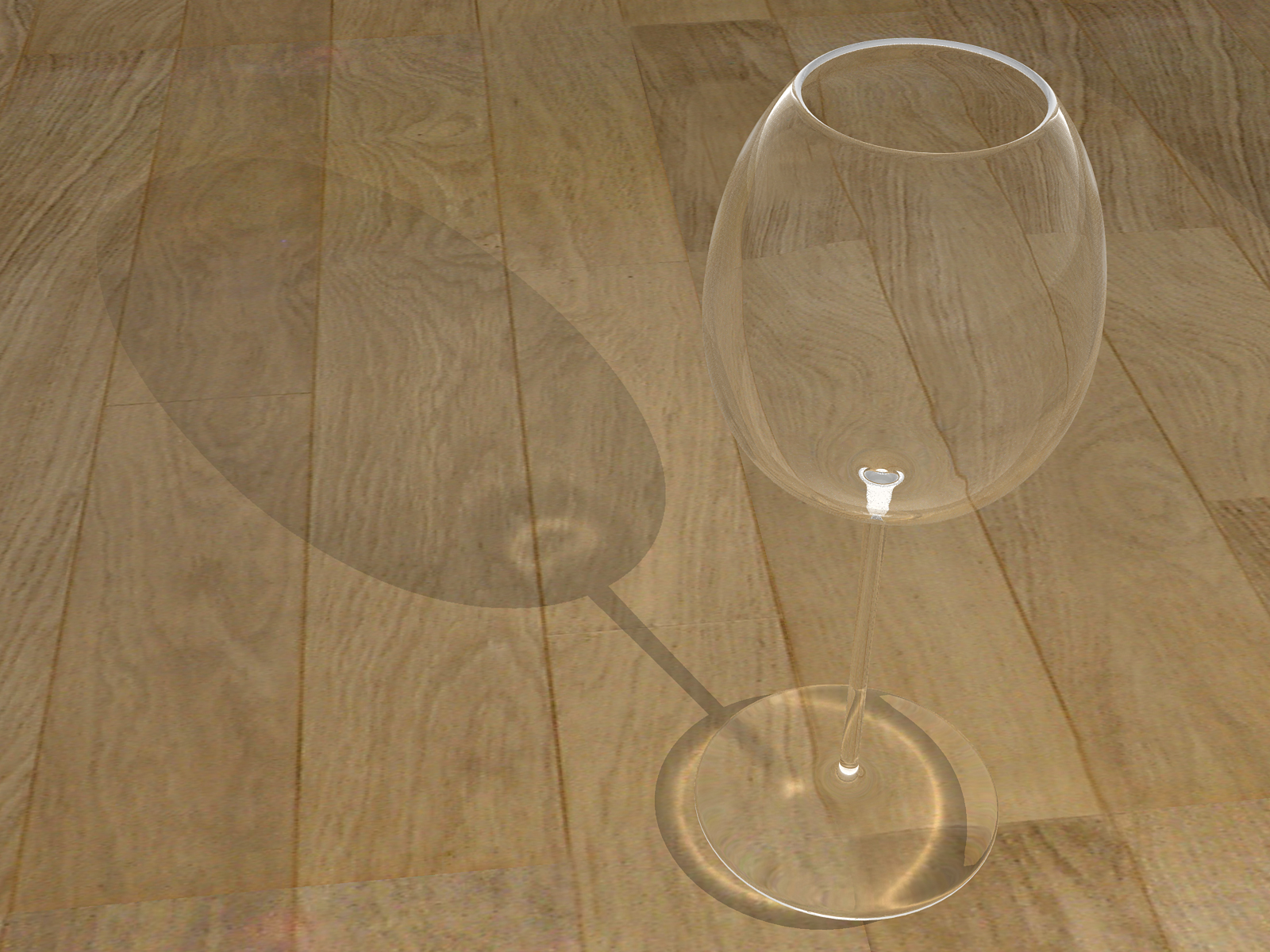
Illuminazione 1000

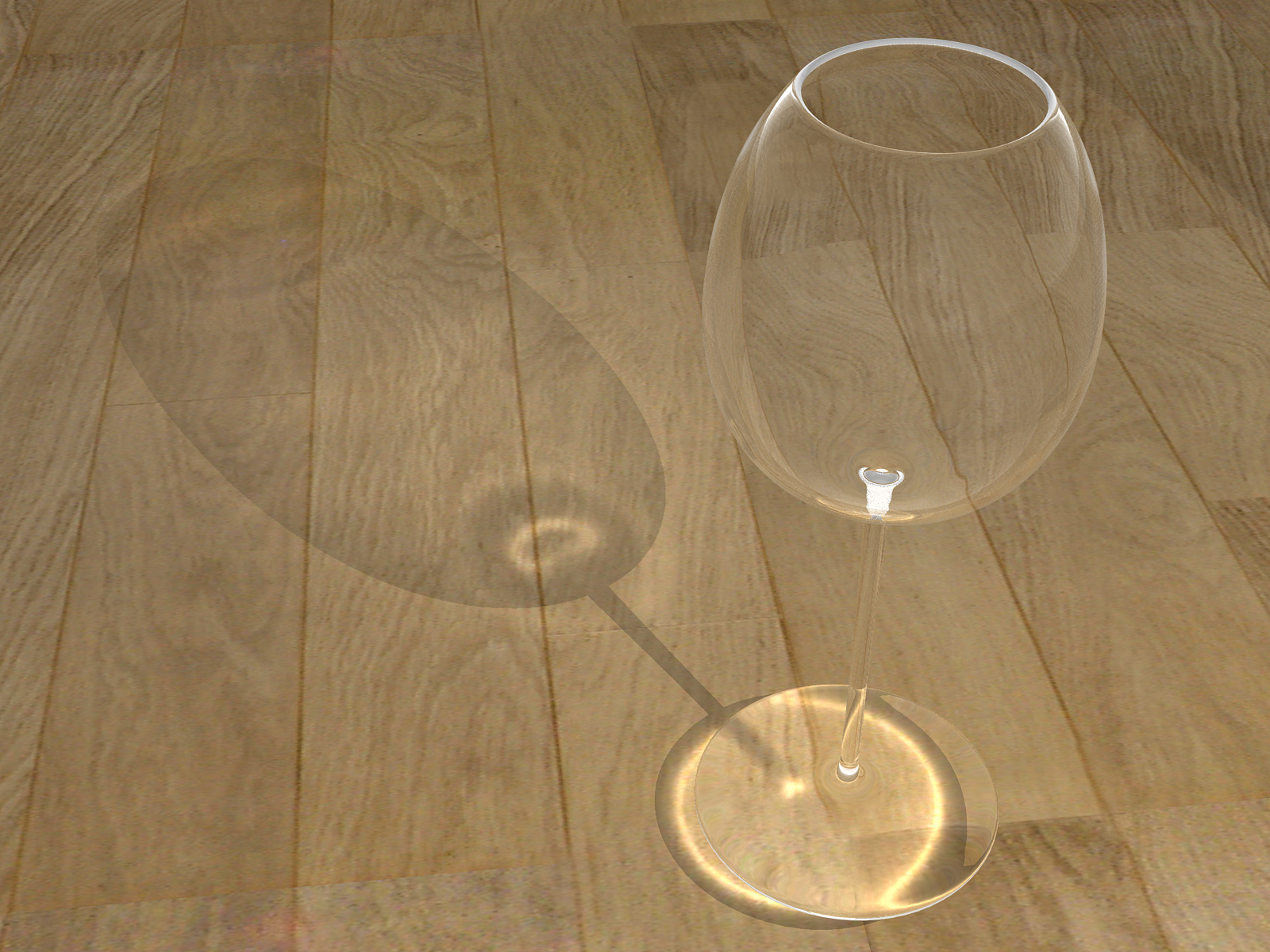
Illuminazione 2000

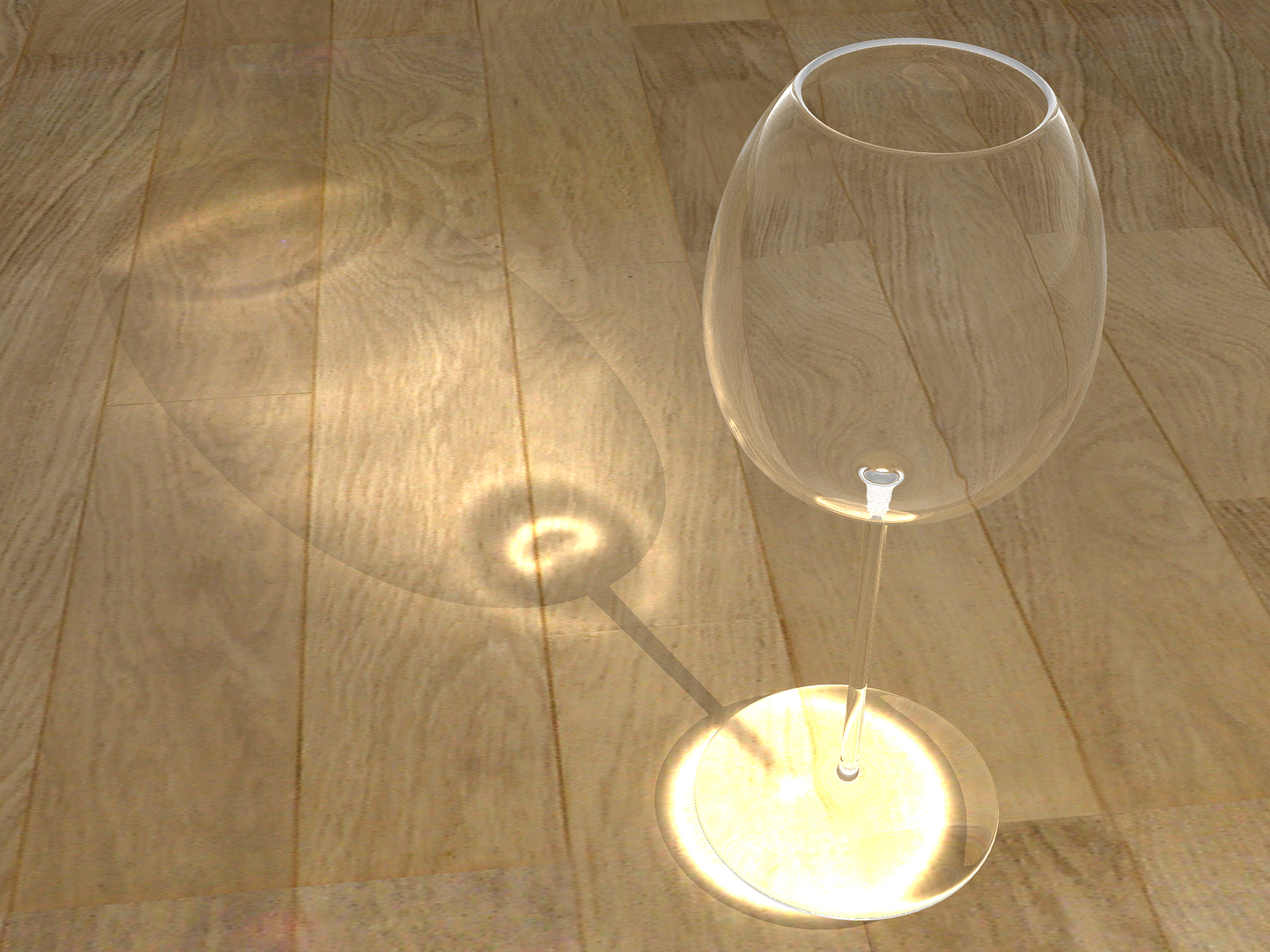
Illuminazione 6000

Lo shading (lett. "ombreggiatura") è il processo di determinazione del colore di un determinato pixel dell'immagine. Esso comprende in genere il processo di illuminazione (lighting), che ricostruisce l'interazione tra gli oggetti e le sorgenti di luce: a questo scopo sono necessari per un modello di illuminazione le proprietà della luce, le proprietà di riflessione e la normale alla superficie nel punto in cui l'equazione di illuminazione viene calcolata.
Per produrre una rappresentazione visuale dell'immagine efficace, bisogna simulare la fisica della luce. Il modello matematico più astratto del comportamento della luce è l'equazione di rendering, basata sulla legge di conservazione dell'energia. Essa è un'equazione integrale, che calcola la luce in una certa posizione come la luce emessa in quella posizione sommata all'integrale della luce riflessa da tutti gli oggetti della scena che colpisce quel punto. Questa equazione infinita non può essere risolta con algoritmi finiti, quindi necessita di approssimazione.
I modelli di illuminazione più semplici considerano solo la luce che viaggia direttamente da una sorgente luminosa ad un oggetto: questa è chiamata "illuminazione diretta". Il modo in cui la luce viene riflessa dall'oggetto può essere descritto da una funzione matematica, chiamata "funzione di distribuzione della riflessione bidirezionale" (bidirectional reflectance distribution function, BRDF), che tiene conto del materiale illuminato. La maggior parte dei sistemi di rendering semplifica ulteriormente e calcola l'illuminazione diretta come la somma di due componenti: diffusa e speculare. La componente diffusa, o Lambertiana corrisponde alla luce che viene respinta dall'oggetto in tutte le direzioni, quella speculare alla luce che si riflette sulla superficie dell'oggetto come su uno specchio. Il modello di riflessione di Phong aggiunge una terza componente, ambientale, che fornisce una simulazione basilare dell'illuminazione indiretta.
Gli oggetti sono in realtà bombardati da moltissime sorgenti luminose indirette: la luce "rimbalza" da un oggetto all'altro finché non perde energia. L'"illuminazione globale" indaga questo comportamento della radiazione luminosa. Come l'illuminazione diretta, essa comprende una componente diffusa ed una speculare. La riflessione reciproca diffusa riguarda la luce che colpisce un oggetto dopo averne già colpito un altro. Dal momento che questo ha assorbito una data lunghezza d'onda dello spettro della luce che lo ha colpito, la luce che respinge ha un colore diverso da quella da cui è illuminato. La riflessione reciproca speculare si manifesta generalmente con caustiche (ovvero con la concentrazione della radiazione luminosa in un punto da parte di una superficie speculare, come quella ottenibile dalla luce solare con una lente).
Dato che gli algoritmi completi di illuminazione globale, come Radiosity e il photon mapping, richiedono grande capacità di calcolo, sono state sviluppate tecniche per approssimare l'illuminazione globale. L'algoritmo di occlusione ambientale, ad esempio, calcola da quanta luce ambientale può essere raggiunto ogni punto di un modello.
I modelli poligonali impiegati in applicazioni in tempo reale non possono avere un alto livello di dettaglio; il sistema più semplice per illuminarli è calcolare un valore di intensità luminosa per ogni poligono, basato sulla sua normale. Questo metodo è chiamato flat shading, dato che rivela la forma "piatta" di ogni poligono. Per evitare questa "sfaccettatura", i valori corrispondenti ai vertici devono essere interpolati. Il Gouraud shading calcola l'intensità luminosa ad ogni vertice del modello basandosi sulla normale corrispondente, quindi esegue una interpolazione lineare su tutta la superficie del poligono. Il difetto più evidente di questa tecnica è che "perde" i riflessi speculari vicini al centro di un poligono. La soluzione data dal Phong shading è l'interpolazione su tutta la superficie del poligono delle normali ai vertici, e successivamente il calcolo dell'illuminazione pixel per pixel.
Queste equazioni si applicano a oggetti che possiedono colorazione propria, ma modellare ogni dettaglio presente sulla superficie di un oggetto sarebbe enormemente dispendioso. Col texture mapping si può descrivere la superficie di un oggetto senza aggiungere complessità alla scena: un'immagine (texture) viene "spalmata" sulla superficie di un oggetto, come un planisfero su una sfera per creare un mappamondo; durante lo shading, il colore del modello viene identificato in quello della texture, nel suo pixel ("texel") corrispondente.
Dato che le texture non possono rispecchiare l'illuminazione della scena, ma solo il colore del modello, per "perturbare" le normali ai poligoni si usa il bump mapping. Questo fa uso di immagini che contengono, anziché un colore, un valore usato per modificare la normale al poligono nel punto corrispondente, e modificare così la forma della superficie. Questa tecnica aggiunge "ruvidità" alle superfici con grande risparmio di poligoni.
Il normal mapping è una tecnica che sostituisce invece di perturbare la normale alla superficie: una normal map è un'immagine a 3 canali in cui ogni pixel rappresenta un vettore 3D, ovvero la normale al punto stesso.
L'obiettivo di ogni algoritmo di shading è determinare il colore risultante di uno specifico punto sulla superficie di un oggetto. Gli shader programmabili offrono grande versatilità in questo, basandosi su linguaggi di programmazione specifici detti "linguaggi di shading". Questi linguaggi vengono sviluppati per applicazioni specifiche nella computer grafica, e includono algebra lineare e caratteristiche mirate alle problematiche di illuminazione. Gli shader possono includere qualsiasi tecnica di illuminazione, texture mapping e manipolazione geometrica. Uno "shader procedurale" determina il colore risultante in maniera completamente algoritmica: possono così risultare convincenti senza bisogno di grandi texture.
Formano una classe a sé stante i "vertex shader" e i "pixel shader", designati appositamente per funzionare insieme ad algoritmi scanline e per girare su una GPU. Mentre in precedenza ogni hardware grafico implementava una specifica pipeline che costringeva l'utilizzatore ad usare esclusivamente il modello di illuminazione per cui era programmato l'hardware, con questa categoria di shader ogni momento del rendering è sotto il controllo dello sviluppatore.

### 3D simulato

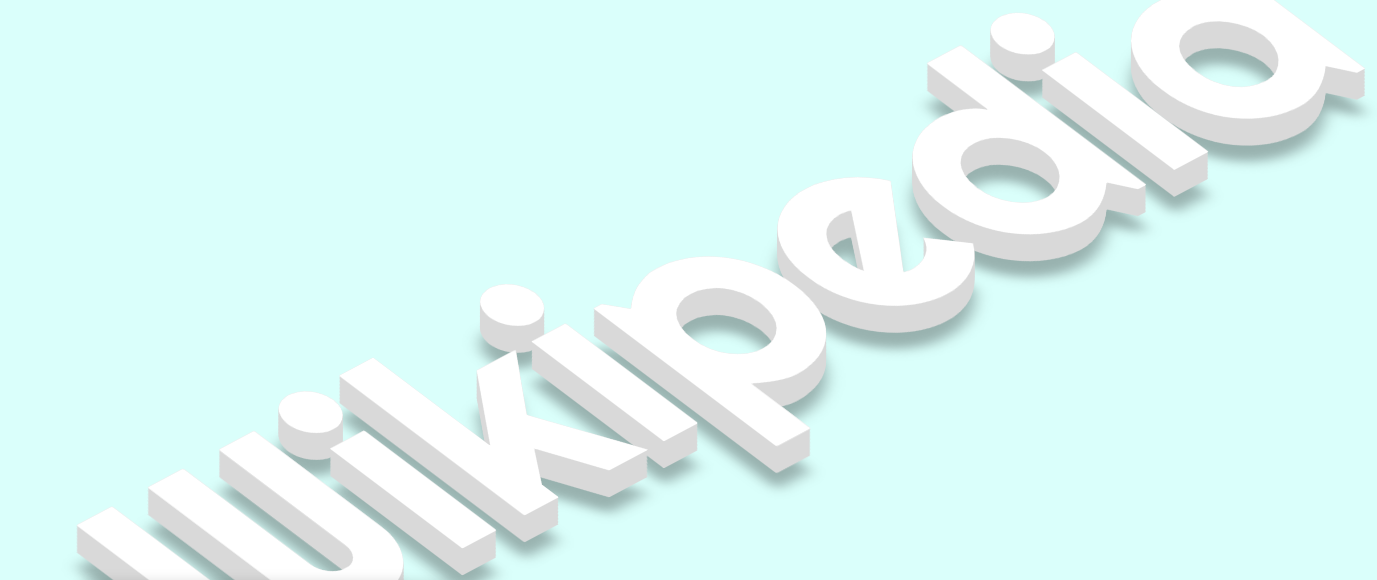
Esempio di 3D simulato. Questo stesso risultato (visivamente) si può ottenere con software per l'elaborazione di immagini come Adobe Photoshop o Gimp oppure con applicativi di grafica vettoriale come ad esempio Adobe Illustrator o Inkscape.

Con software per la grafica come Adobe Illustrator, Adobe Photoshop, Inkscape o Gimp è possibile simulare l'effetto 3D senza rendering, lavorando con livelli, sfumature e ombre. Il punto debole di questa tecnica rispetto ai software specializzati in 3D è che per modificare anche solo leggermente un rendering con, ad esempio, Blender, basta modificare il file originale ".blend" e ripetere il comando di rendering, senza rifare tutto il progetto da zero. Con un 3D simulato con programmi di grafica invece si dovrà ripetere l'intero progetto anche solo per spostare, per esempio, la prospettiva di pochi gradi.

## Web 3D
Web 3D è un termine utilizzato per indicare i contenuti 3D interattivi inseriti in una pagina HTML, visualizzabili da un comune browser attraverso un particolare visualizzatore 3D web. Si utilizza il concetto di Web 3D anche per indicare una possibile evoluzione del Web in cui viene abbandonata l'idea di pagina e ci si immerge in uno spazio tridimensionale interattivo.

## Programmi per la grafica 3D
- 3Cad Evolution
- 3D Coat (modellatore con capacità di sculpting e painting)
- 3D Studio Max
- AC3D
- ArchiCAD
- Art of Illusion (software open source)
- AutoCAD
- Blender (software open source)
- ClayTools
- Daz Studio
- FreeCAD (modellatore parametrico 3D open source e multipiattaforma)
- FreeForm Modelling
- Houdini 3D
- LightWave 3D
- Luxology Modo
- MakeHuman (modellatore parametrico open source di figure umane)
- Cinema 4D
- Maya
- MeshLab (Editor open source di mesh triangolari, 3d scanning)
- Mudbox (modellatore con capacità di sculpting)
- Nevercenter Silo (modellatore con capacità di sculpting)
- Poser (specializzato nel disegno di figure umane)
- RaySupreme (software proprietario multipiattaforma di modellazione 3D e rendering)
- Realsoft 3D
- Revit
- Rhinoceros (solitamente coadiuvato da applicativi esterni specifici per la creazione di rendering)
- Silo (software) (modellatore con capacità di sculpting)
- SketchUp (modellatore)
- Softimage XSI
- Solidthinking
- Source Filmmaker (software open source)
- Terragen
- Vue Esprit
- Wings3D (modellatore con capacità di sculpting)
- Xfrog (modellatore organico parametrico di piante e alberi)
- ZBrush

## Motori direndering
- AccuRender
- Arnold Renderer
- Aqsis (open source)
- Brazil R/S
- Corona Render
- Cycles Render (unbiased)
- Finalrender
- Flamingo
- FPrime
- Fryrender (unbiased)
- Keyshot
- Kray
- Indigo Renderer
- LuxRender (open source)
- Maxwell Render (unbiased)
- Mental ray
- Pixie (software open source)
- POV-Ray (software open source)
- Redshift Render
- RenderMan
- Sunflow (software open source)
- Toxic Renderer (software open source)
- V-ray
- YafRay